# خيسوس ألفاريز أمايا
خيسوس ألفاريز أمايا (بالإسبانية: Jesús Álvarez Amaya)‏ هو رسام مكسيكي، ولد في 19 نوفمبر 1925 في مدينة مكسيكو في المكسيك، وتوفي في 21 يونيو 2010.